# Werner von der Schulenburg (Autor)

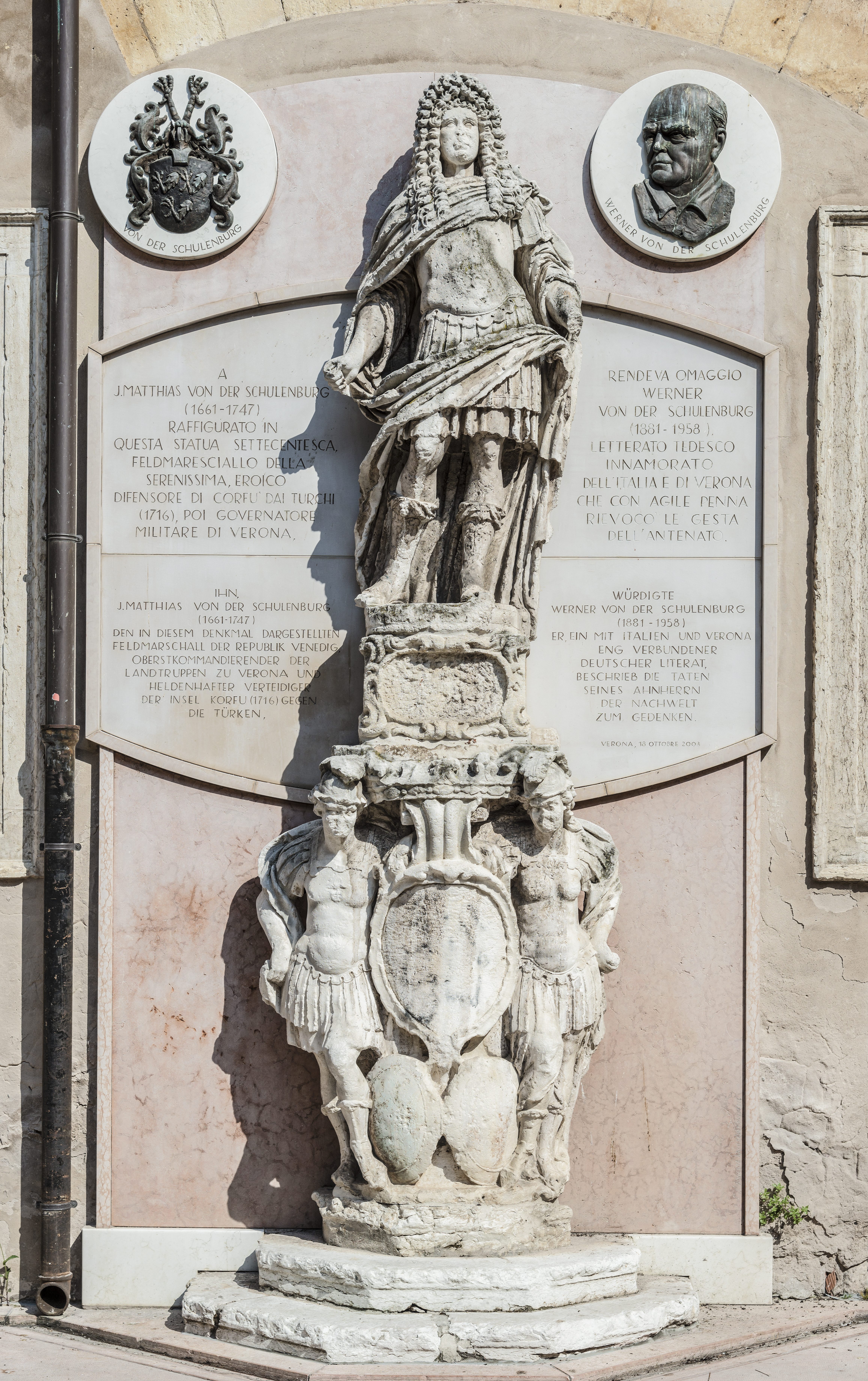
Porträtmedaillon Werner von der Schulenburgs am Denkmal für Matthias Johann von der Schulenburg in Verona

Gebhard Werner von der Schulenburg, Pseud. Gebhard Werner (* 9. Dezember 1881 in Pinneberg; † 29. März 1958 in Magliasina) war ein deutscher Theaterautor, Romancier und Übersetzer.

## Leben
Werner von der Schulenburg stammte aus dem Adelsgeschlecht von der Schulenburg. Sein Vater Hugo von der Schulenburg (1848–1930) war preußischer Hauptmann und Ehrenamtmann in Herford, seine Mutter war Klara Elisabeth geb. Richter (1858–1940).
Er genoss die in seinen Kreisen standesübliche militärische Ausbildung im Kadettenkorps und wurde zunächst Offizier. Er studierte Rechtswissenschaft in Straßburg, dann in München, Leipzig und Marburg. 1911 promovierte er zum Dr. jur. Danach studierte er Kunstgeschichte und schloss auch dieses Studium mit einer Promotion über Petrarca ab.
Er veröffentlichte schon früh historisch-biographische Romane, zum Beispiel Malatesta (1911, über Sigismondo Malatesta).
Ab 1917 wurde er Gehilfe des Militärattachés in Bern, offiziell abgedeckt als Presseattaché, und trug in dieser Funktion bei Erich Ludendorff und Paul von Hindenburg vor. 1919 siedelte er nach Italien über und schrieb ab November 1930 im faschistischen Jahrbuch Gerarchia, unter anderem über Adolf Hitler und die NSDAP. Im März 1933 stellte Edgar Julius Jung von der Schulenburg für die Öffentlichkeitsarbeit im Büro von Franz von Papen ein, wo er das Zustandekommen und die Weiterentwicklung des Viererpaktes beobachtete, und von Papen zu den Verhandlungen des Reichskonkordats nach Rom begleitete. Werner von Schulenburg gehörte Anfang der 40er-Jahre zu den bezahlten Agenten des Reichssicherheitshauptamtes (Amt VI) in Italien, mit einem eigenen Büro in Rom. Er lieferte von dort aus politisch oder militärisch relevante Informationen von in Italien lebenden Personen (einschließlich Mitarbeitern des Vatikans) an den Sicherheitsdienst des Reichsführers SS. Während des schrittweisen Zusammenbruchs der Achsenmächte wechselte er seinen Wohnort über Paris nach St. Moritz.
Seit 1919 wohnte von der Schulenburg in Italien, ab 1934 in der italienischsprachigen Schweiz auf dem Kastaniengut La Monda oberhalb von Auressio im Valle Onsernone. Er forschte zur italienischen Kulturgeschichte und übersetzte mehrere italienische Bühnenstücke, darunter das von Benito Mussolini und Giovacchino Forzano gemeinsam verfasste Schauspiel Villafranca (1932), ins Deutsche (1940, unter dem Titel Cavour).
1936 gehörte Schulenburgs Komödie Schwarzbrot und Kipfel zu den meistaufgeführten deutschen Komödien (in München, Stuttgart, Jena und Dessau). 1950 erschien sein erfolgreicher Roman Der König von Korfu über Matthias Johann Graf von der Schulenburg (1661–1747), den Verteidiger der damals venezianischen Insel Korfu gegen die Türken.
Sein Privatarchiv lagerte er in das Staatsarchiv Basel aus. Seit dem Sommer 1990 befindet es sich bei der Witwe Isa von Schulenburg.

## Werke (Auswahl)

### Als Autor
Autobiografisches
- Meine Kadetten-Erinnerungen 1892–1899. Ein Beitrag zur Lösung einer Zeitfrage. Steinicke, München 1919.

Biografien
- Der junge Jacob Burckhardt. Biographie, Briefe und Zeitdokumente (1818-1852). 2. Auflage. Montana Verlag, Stuttgart 1926.
- Johann Caspar Goethe. Vater eines Genies. Biographie (= Reihe Menschen & Menschenwerk). 1926.
  - 2. Auflage: Goethe. Vater und Sohn (Görres-Bibliothek). Glock & Lutz, Nürnberg 1949.

Erzählungen
- Eulenspiegel. Ein Heidebuch. Reissner, Dresden 1911 (Digitalisat im Internet Archive)
- Die zehn katholischen Novellen. Reissner, Dresden 1912.
- Briefe vom Roccolo. Eine Tessiner Novelle (= Die kleinen Bücher der Arche, 262/263). Neuauflage. Verlag der Arche, Zürich 1962 (EA Zürich 1924, illustriert von Hanny Fries)
- Könige. Novellen aus dem Riesengebirge (= Sammlung „Der Rosenstock“). Borgmeyer Verlag, Hildesheim 1925.
- Vor dem Hafen. Novelle. 1928 (Manuskript[7])
- Hinter den Bergen. Erzählung. Verlag E. Sicker, Berlin 1944.
  - Überarbeitete Auflage: Es weht ein Wind von Afrika. Eine Erzählung von der Riviera. Haslsteiner, Stuttgart 1953.
- Artemis und Ruth. Eine Erzählung aus dem Tessin (= Piper Bücherei, 12). 2. Auflage.  Piper, München 1953 (EA München 1947)
- Beglänzte Meere (= Mosaik-Bücherei Bd. 2). W. Körner Verlag, Stuttgart 1947.
- Das Mädchen mit den Schifferhosen. Eine Erzählung. Wolff, Flensburg 1951.

Essays
- Eine Winterfahrt durch die Provence. Concordia, Berlin 1910 (illustriert von Léo Lelée).
- Ein neues Porträt Petrarcas. Eine Studie über die Wechselwirkung zwischen Literatur und bildender Kunst zu Beginn der Renaissancezeit. Staempfli, Bern 1918 (auf Grundlage seiner Dissertation, Universität Fribourg 1915)
- Dante und Deutschland. Europäisches Denken und die deutsche Kaiseridee im 14. und im 20. Jahrhundert. Eine Betrachtung. Guenther Verlag, Freiburg/B. 1921.
- Zaungast der Weltgeschichte (= Skalden-Bücher Bd. 29). Schmidt & Spring, Leipzig 1936 (EA Berlin 1930)
- Stundenbuch der Liebe. Ein Brevier für Liebende. Körner Verlag, Stuttgart 1947.

Lyrik
- Deutsche Flamme. Balladen. Reissner, Dresden 1915.
- Die Verfolgten. Gedichte 1935 (Margherita G. Sarfatti „sowie allen meinen jüdischen Freunden gewidmet“), aus nachgelassenen Entwürfen ausgewählt und im Sinne des Autors überarbeitet von Jsa von der Schulenburg (PDF, 321 KB)

Romane
- Chronik der Stadt Söderborg. e. Kleinstadt-Roman. Concordia, Berlin 1909.
- Malatesta. Der Roman eines Renaissancemenschen. Einhornverlag, Dachau 1923 (EA Berlin 1911, illustriert von Friedrich Blum)
- Stechinelli. Der Roman eines Kavaliers. Verlag Deutscher Volksbücher, Stuttgart 1953 (EA 1911, Digitalisat der 4. Auflage von 1921 im Internet Archive)
- Hamburg. Eine Romanreihe. Reissner, Dresden 1912/16.

1. Don Juan im Frack. 1912.
2. Antiquitäten. 1913.
3. Thomas Dingstäde. Roman aus der Zeit vor dem Kriege. 1916.

- Judas. Ein Epos. Reissner, Dresden 1914 (illustriert von Willi Geiger)
- Doktor Boétius der Europäer. Roman. Reissner, Dresden 1922 (Digitalisat im Internet Archive)
- Diplomatische Halbwelt. Aus den Papieren eines verstorbenen Diplomaten. Roman. See-Verlag, Konstanz 1922[8]
- Don Juans letztes Abenteuer. Roman. Wöhrle Verlag, Konstanz 1924.
- Jesuiten des Königs. Roman. Verlag Union, Stuttgart 1927.
- Land unter dem Regenbogen. Roman. Essener VA, Essen 1942 (EA Essen 1934).
  - Überarbeitete Ausgabe: Sonne über dem Nebel. Roman aus der Lombardei. Verlag Deutsche Volksbücher, Stuttgart 1956 (EA 1936)
- Der graue Freund. Ein Roman aus Übersee (= Uhlenbücher/N.F., 103). Deutscher Verlag, Berlin 1938.
- Der König von Korfu. Historischer Roman. Nymphenburger, München 1991, ISBN 3-485-00659-9 (EA Braunschweig 1950)
- Der Papagei der Konsulin. Ein heiterer Roman. Goldmann, München 1955 (EA Stuttgart 1952).
- Der Genius und die Pompadour. Roman. Verlag Dt. Volksbücher, Stuttgart 1954 (über Madame de Pompadour, Johann Joachim Winckelmann und den Chevalier d’Éon)
- Crème à la Cocotte. Ein heiterer Roman zwischen Pinneberg und Monte Carlo. Wolff, Flensburg 1956.
- Tre Fontane. Tessiner Roman. Decker Verlag, Stuttgart 1961 (Posthum hrsg. von Isa von der Schulenburg)

Theaterstücke
- Sanssouci. Ein Lustspiel in vier Akten. Reissner, Dresden 1911.
- Herostrat. Schauspiel. 1922.[9]
- Der Ring der Marquise. Komödie in vier Akten. Drei-Masken-Verlag, Berlin 1930.
- Schattenspiel der Liebe. Eine Komödie. Chronos-Verlag, Berlin 1930.
- Venus im Ersten Haus. Komödie in vier Akten. Arcadia Verlag, Berlin 1930.
  - Überarbeitete Ausgabe: Fürst Pückler. Komödie in drei Akten und einem Vorspiel. Arcadia Verlag, Berlin 1942 (EA Berlin 1936)
- Glas von Murano. Schauspiel. Verlag Das Werk, München 1932.
- O.H.L. befiehlt. Schauspiel. Chronos Verlag, Berlin 1932.
- Diana im Bade. Lustspiel in drei Akten. Verlag das Werk, München 1935.
- Die Secretessa. Ein Gesellschaftsstück in 3 Akten. Drei-Masken Verlag 1938 (EA Wien um 1935) (Typoskript[10])
- Schwarzbrot und Kipfel. Lustspiel in drei Akten. Verlag Das Werk, München 1935.
- Der Umweg. Romantische Komödie. Verlag das Werk, München 1937.
- Eine Frau erklärt den Krieg. Komödie. Verlag Das Werk, München 1937.
- Die Götter lachen. Komödie in drei Akten. Drei-Masken-Verlag, München 1938.
- Licht aus dem Westen. Schauspiel, Verlag das Werk, München 1938.
- Die Uhren unseres Tals. Schauspiel in drei Akten und einem Vorspiel. 2. Auflage. Verlag Das Werk, München 1939.
- Rosenrote Ochsen. Eine Komödie in drei Akten. Drei-Masken-Verlag, Berlin 1939.
- Die Perlen Karls des Kühnen. Komödie in drei Akten. Verlag Das Werk, München 1941. 1941.
- Goldoni. Komödie 1945.
- Revolution in Venedig. Komödie. 1947.

### Als Übersetzer
(Auswahl; umfassendere Übersicht bei wernervonderschulenburg.com)
- Alessandro Pavolini: Die Lichter des Dorfes, Novellen, 1940 (italienische Vorlage bzw. Originalausgabe unklar)
- Benito Mussolini, Giovacchino Forzano: Cavour (Villafranca). Schauspiel in drei Akten. Übersetzung und Einführung von Werner von der Schulenburg. Hamburg 1940 (Villafranca, 1932)
- Giuseppe Fanciulli: Marschall Balbo, 1943 (L’ eroica vita di Italo Balbo narrata ai giovani, Turin 1940)
- Carlo Goldoni: Der Murrkopf. Komödie in 3 Akten. Unter Berücksichtigung der von Goldoni herausgegeben italienischen Fassung aus dem Französischen übersetzt von Werner von der Schulenburg, 1947